# مستشفى عزيزة عثمانة

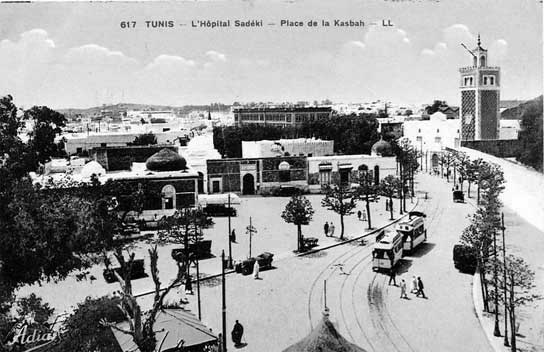
ساحة القصبة ومستشفى عزيزة عثمانة حوالي عام 1900

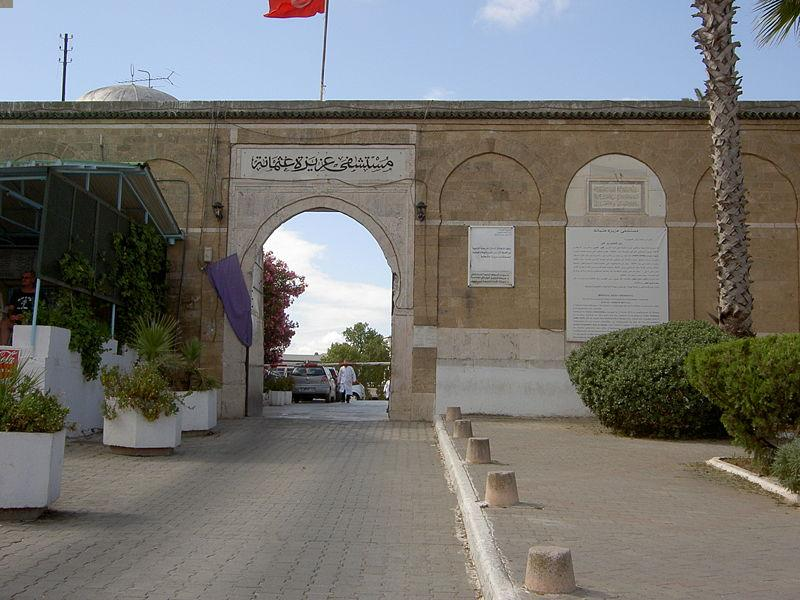
المدخل القديم لمستشفى عزيزة عثمانة

مستشفى عزيزة عثمانة هو مستشفى جامعي يوجد بساحة القصبة بمدينة تونس.

## تسمياته
بعد أن كان هذا المستشفى يسمى بيمارستان العزّافين في العهد المرادي، أصبح يسمى المستشفى الصادقيّ تخليدا لاسم محمد الصادق باي، الذي أمر بنقله إلى مقره الحالي.
وفي عام 1960، أصبح يسمى مستشفى عزيزة عثمانة، تخليدا للأميرة المحسنة، عزيزة عثمانة، التي وقفت عليه جزءا من أملاكها.

## تاريخه

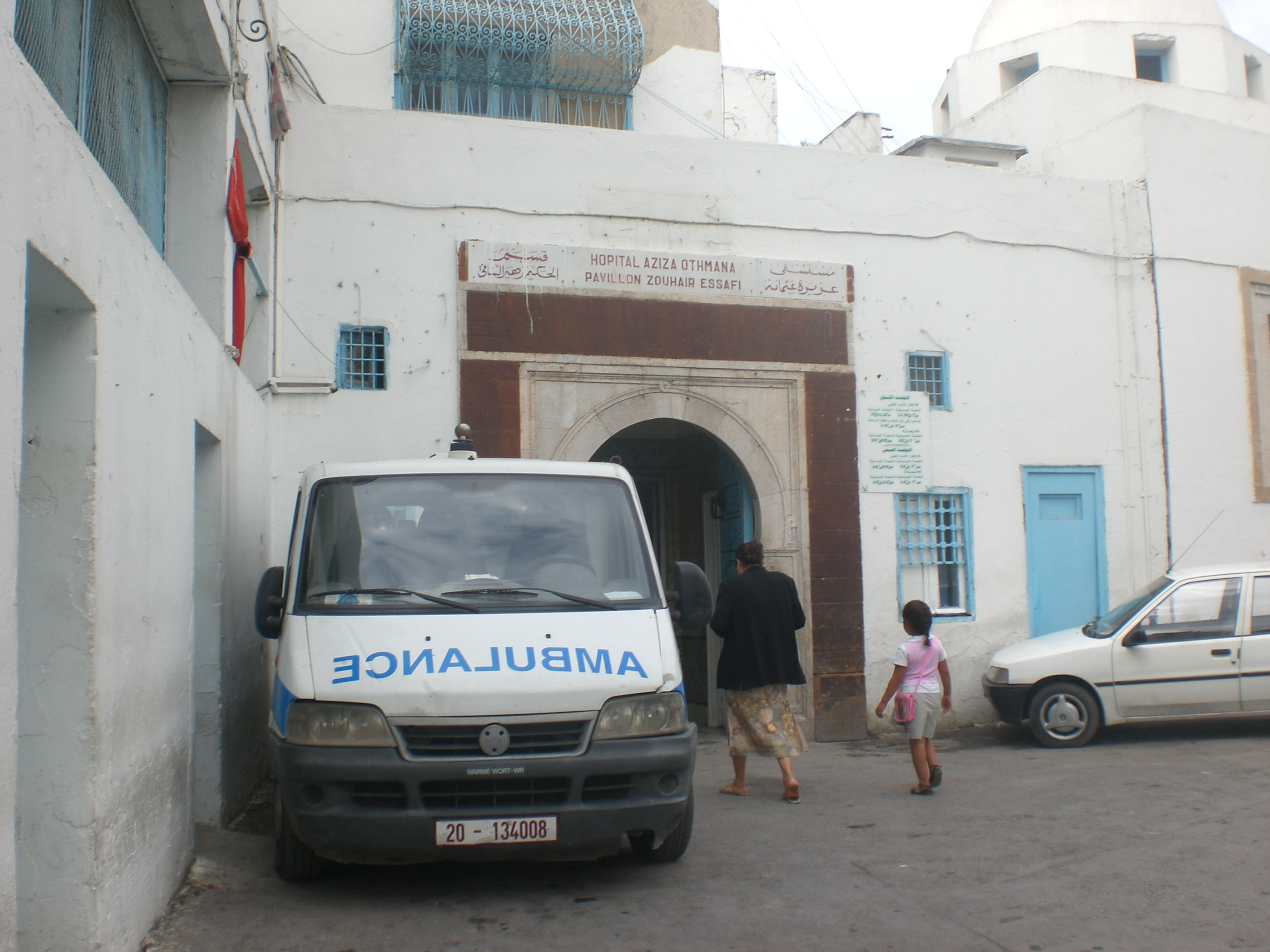
المدخل الخلفي لمستشفى عزيزة عثمانة

يعتبر بيمارستان العزّافين الذي كان يقع بسوق النحاس أقدم مستشفى بمدينة تونس إذ يعود إلى العهد المرادي. وبتاريخ 1662، حبست عليه الأميرة عزيزة عثمانة، حفيدة عثمان داي وابنة أحمد بن محمد بن عثمان داي، جزءا من أملاكها، وهو ما يفسر فيما بعد التصاق اسمه بها.
في النصف الثاني من القرن التاسع عشر انتقل هذا المستشفى إلى موقعه الحالي الذي كان جزءا من ثكنة عسكرية هي قشلة البشامقية بالقصبة، وقد صدر بشأنه أمر علي بإمضاء محمد الصادق باي بتاريخ 5 فيفري 1879 يتضمن 41 فصلا. وقد نص ذلك الأمر على إنشاء مستشفى لمعالجة الفقراء والمعوزين. وقد كان به آنذاك مائة سرير 18 منها مخصصة للنساء، كما كان يستقبل المصابين بالأمراض العقلية.
كان المستشفى الصادقي من أول المستشفيات التي اعتمدت قانونا أساسيا متطورا يضبط مختلف الحياة داخل المستشفى ويولي النظافة والوقاية أهمية قصوى، من ذلك أن فصله الثامن ينص على ما يلي: «يخلع المرضى ثيابهم الشخصية عند دخولهم المستشفى ويرتدون ملابس توفرها لهم المؤسسة، ويسترجعون ثيابهم بعد معافاتهم».

## اختصاصاته
يغطي مستشفى عزيزة عثمانة عديد الاختصاصات الطبية، ومن أهمها قسم الحروق، حيث توجد به 16 سريرا للحروق البليغة. كما يوجد به بنك الدم، وقسم أمراض الدم، وقسم التوليد وأمراض النساء، وقسم جراحة وتقويم الأعضاء، ومخابر طبية... إلا أن قسم الحروق قد وقع نقله عام 2008 إلى مركز الإصابات والحروق البلغية بالضاحية الجنوبية للعاصمة.